# Inventor de Jocs
L'Inventor de jocs és una pel·lícula basada amb el llibre de Pablo de Santis publicada el 2003 que es divideix en 3 parts: El guanyador del concurs, Zyl i La companyia dels jocs profunds. La peli ha estat rodada al Sud d'Amèrica, principalment a l'Argentina el 2013.

## Argument
El jove Ivan Drago inventa jocs de taula en el món fantàstic i competitiu del joc d'invenció, i ho enfronta a Morodian, inventor que ha desitjat durant molt de temps a destruir la ciutat de Zyl, fundada per l'avi d'Iván. Per salvar la seva família i derrota a Morodian, Iván ha d'arribar a saber el que és ser un veritable l'inventor de jocs.

## Personatges
- Ivan Drago (David Mazouz) és el protagonista de la pel·lícula en la qual es converteix a l'inventor de jocs en un concurs. Ivan guanya el concurs fins a arribar a derrotar a Morodian.
- Morodian (Joseph Fiennes) és el màster inventor de jocs que intenta que Ivan no pugui tornar amb els seus pares.
- Sr. Drago (Tom Cavanagh) és el pare de Ivan. Li explica sobre el seu avi, que encara està viu.
- Sra. Drago (Valentina Lodovini) és la mare de Ivan. De vegades li ajuda a tenir idees en els jocs de taula que feia.
- Anunciacion (Megan Charpentier)